# Hans Bach (Agrarwissenschaftler)
Hans Bach (* 7. Mai 1911 in Wien; † 3. Februar 2002 in Schlierbach, Oberösterreich) war ein österreichischer Agrarwissenschaftler, Soziologe, Universitätsprofessor und Rektor der Universität Linz.

## Leben
Hans Bach studierte Geschichte und Volkswirtschaftslehre an der Universität Wien und wechselte dann an die Universität für Bodenkultur Wien. August 1927 war er der Hitlerjugend beigetreten, November 1931 der SA und zum 1. Juli 1932 der NSDAP (Mitgliedsnummer 1.205.336). Wegen seiner Teilnahme am Juliputsch 1934 wurde Bach verhaftet, von der Hochschule verwiesen und aus Österreich ausgebürgert. Er ging nach Bonn und setzte dort sein Agrarwissenschaftsstudium fort, wo er zum Diplomlandwirt spondierte. 1936 promovierte er zum Dr. summa cum laude an der Universität Heidelberg. Anschließend war er dort als Universitätsassistent tätig. Nach dem Anschluss Österreichs wurde er von Landwirtschaftsminister Anton Reinthaller nach Österreich zurückberufen und wurde Bauernschulleiter des Reichsnährstandes der Landesbauernschaft Südmark. 1941 wurde er in die Reichsschrifttumskammer aufgenommen.
Nach Kriegsende 1945 und Entnazifizierung war Bach bei der Landwirtschaftskammer Kärnten bedienstet und von Eduard Hartmann 1959 bis 1964 in sein Kabinett berufen. 1965 habilitierte sich Bach bei Walter Heinrich an der Hochschule für Welthandel Wien.
1969 wurde Bach Universitätsprofessor für Agrarpolitik und Agrarbetriebslehre an der Universität Linz, deren Rektor er von  1972 bis 1974 war. Er positionierte sich als Vertreter einer ökologisch nachhaltig betriebenen kleinteiligen Landwirtschaft und trat gegen die Industrialisierung der Landwirtschaft auf.